# 麻垣康三
麻垣康三是一个日本政治名词，由2006年参加自民党总裁竞选的候选人——麻生太郎、谷垣禎一、福田康夫、安倍晋三，這四人名字中各取一字而成。四人中的三人（安倍晋三、福田康夫、麻生太郎）在之后几年里先后担任了日本首相。

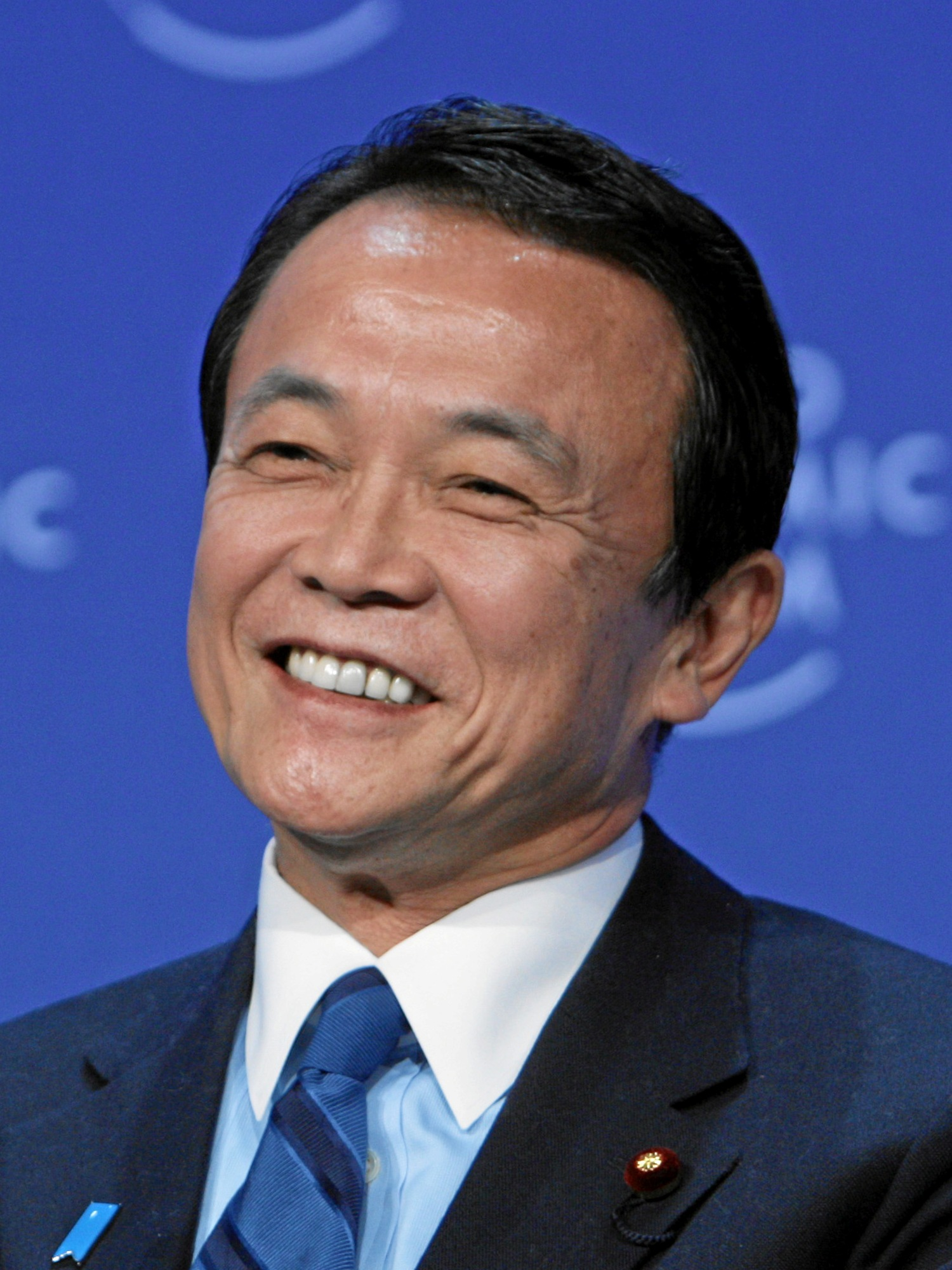
「麻」生太郎
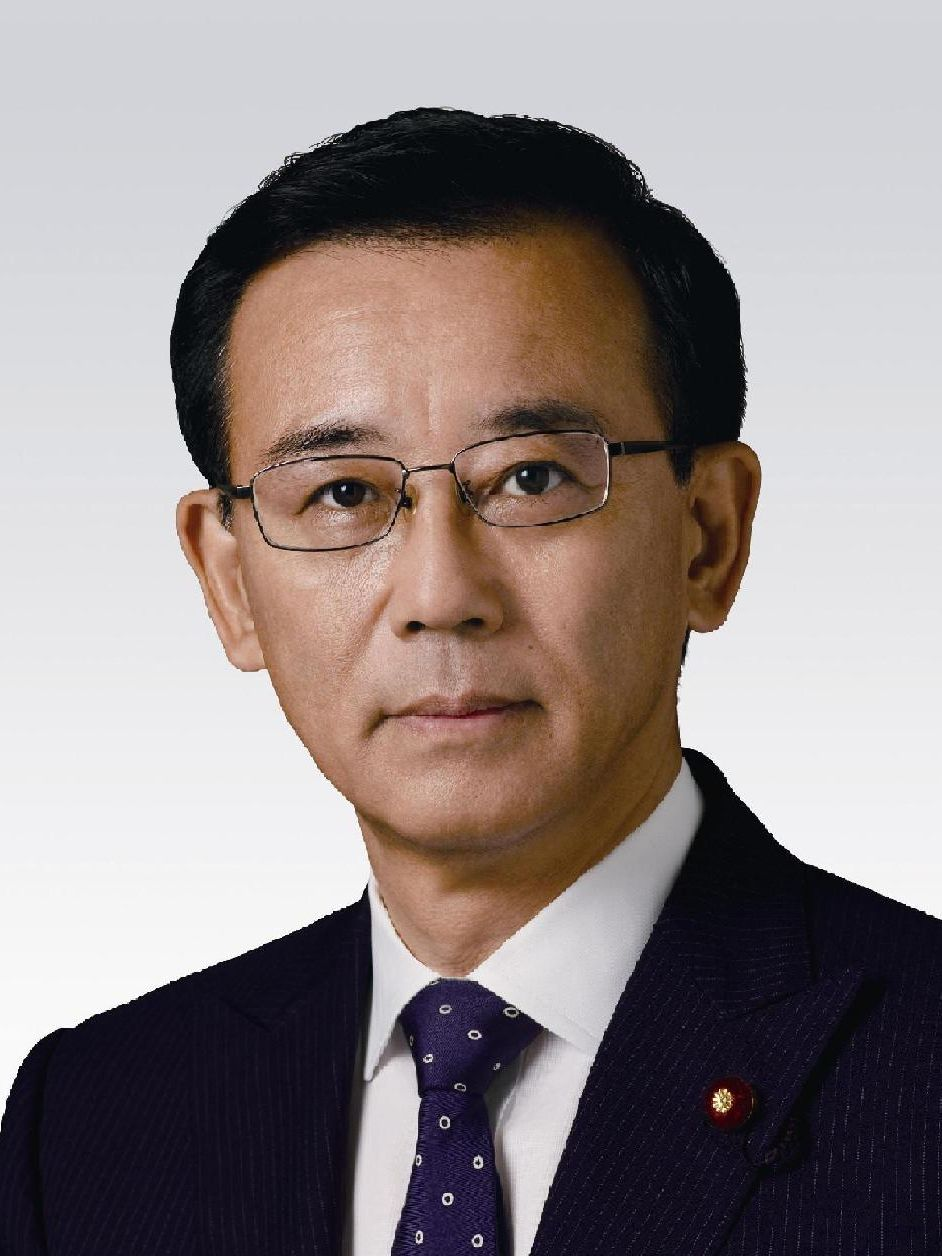
谷「垣」禎一
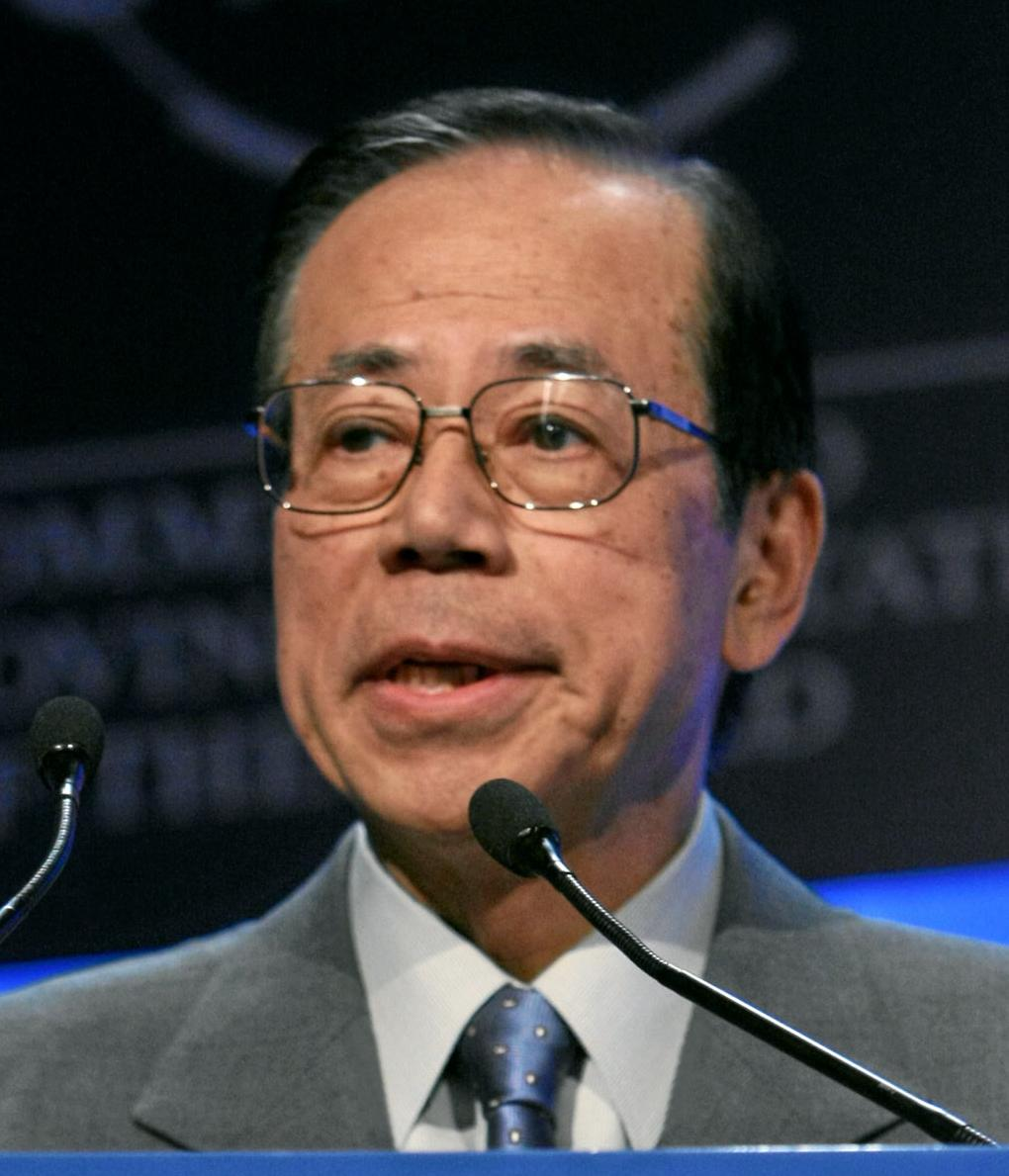
福田「康」夫
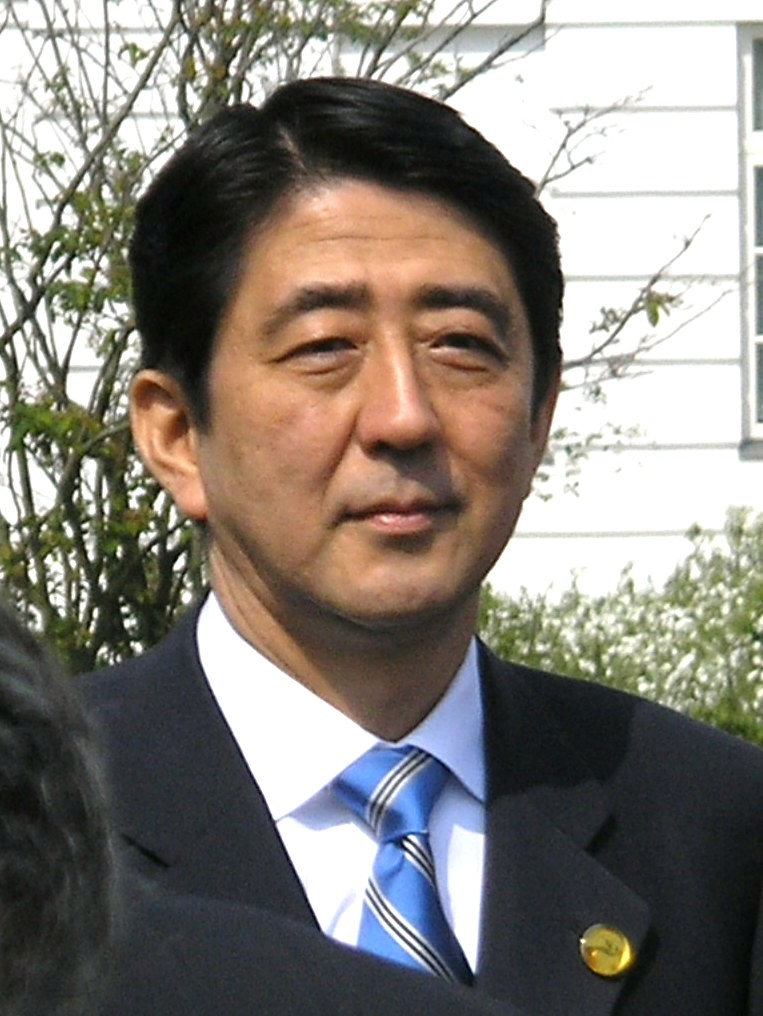
安倍晋「三」